# Galeropsis mitriformis
Galeropsis mitriformis är en svampart som först beskrevs av Miles Joseph Berkeley, och fick sitt nu gällande namn av Roger Heim 1950. Galeropsis mitriformis ingår i släktet Galeropsis och familjen Bolbitiaceae.   Inga underarter finns listade i Catalogue of Life.